# Песнь скоттов
Песнь скоттов (также «Шотландская поэма»; гэльск. «Duan Albanach») — поэма XI века на среднеирландском языке о правителях Шотландии с мифического Альбана до Малькольма III.
«Песнь скоттов» сохранилась в нескольких рукописях. Наиболее полные её версии находятся в созданных на рубеже XIV—XV веков «Книге Уа Мане» и «Великой книге Лекана». В манускриптах она размещалась как приложение к «Lebor Bretnach», содержавшему значительные дополнительные сведения (особенно, в отношении Шотландии) гэльскому варианту «Истории бриттов» Ненния. Скорее всего, «Песнь скоттов» была поэтической версией этого сочинения, а её возможным автором был Гилла Комайн мак Гилла Самтайнд, который написал и «Lebor Bretnach».
Впервые «Песнь скоттов» была опубликована Дж. Пинкертоном, но это издание содержало многочисленные лакуны и неточности. Первое же её полное печатное издание было осуществлено У. Ф. Скином в Эдинбурге в 1867 году. Публикация была осуществлена по созданной около 1070 года рукописи под названием «R. I. A. Dubl. M’Firbis».
«Песнь скоттов» была написана при правившем Шотландией в 1058—1093 годах Малькольме III. В поэме он упоминается как «теперь правящий», «мудрый из мудрых» и тот, «продолжительность [правления которого] не знает никто».
«Песнь скоттов» состоит из двадцати семи четверостиший. Возможно, её декламировали под сопровождение музыкальных инструментов (например, арфы). Может быть, в оглашении поэмы участвовала и публика. Предполагается, что декламации «Песни скоттов» обычно предшествовало исполнение «Песни ирландцев» («Duan Eireannach»), повествующей о мифическом периоде истории Шотландии.
Первое четверостишие «Песни скоттов» является зачином. Затем со второго по седьмое четверостишие сообщается, что первым королём скоттов был пришедший издалека Альбан, сын Исакона и брат Брута Троянского. От первого монарха Шотландия и получила свое древнее название — Альба. Вероятно, эти сведения были использованы Гальфридом Монмутским в его «Истории королей Британии», где Альбан был выведен под именем Альбанакт. В последующих строфах перечисляются короли Дал Риады от сыновей Эрка мак Эхдаха (Лоарна, Фергуса I Великого и Энгуса) до «правившего 13 лет» Эоганана. В четверостишиях с двадцатого по двадцать шестое перечисляются правители Альбы от Кеннета I до Малькольма III. В последнем четверостишии упоминается, что 52 правителя рода Эрка властвовали над Альбой. Однако в тексте упоминаются только 48, включая трёх сыновей Эрка. Отсутствуют такие известные из других исторических источников короли, как Селбах, Фергус II и другие. Возможно, часть «Песни скоттов» с упоминанием этих монархов утрачена. Одновременно в список королей Дал Риады внесены несколько королей пиктов: с Коналла мак Тагда до Эоганана. Не для всех шотландских королей указано родство, но для каждого сообщается продолжительность правления.
Начиная с созданной, возможно, не позднее конца X века «Истории народа Альбы» монархи этого государства стали называться преемниками властителей Дал Риады. В свою очередь, в «Песне скоттов» впервые было указано, что первый из правителей Альбы Кеннет I происходил по мужской линии от правивших Дал Риадой властителей клана Кенел Габран, включая его самого знаменитого представителя Айдана и родоначальника Фергуса I. В предшествовавших же «Песне скоттов» генеалогиях родственные связи королей Альбы не рассматривались на период ранее 780 года. Однако современные историки считают такую схему государственной преемственности на севере Британии не соответствующей действительности, так как она противоречит другим, более близким к событиям первой половины IX века источниками. Возможно, что утверждение автора «Песни скоттов» о родстве королей Альбы и ранних правителей Дал Риады — всего лишь историческая фальсификация. Не соответствует действительности и утверждение о полном уничтожении пиктской государственности Кеннетом I в 843 году, содержащееся в созданной приблизительно в конце X века «Хронике королей Альбы». Скорее всего, правильным было бы считать Кеннета I и его преемников наследниками именно монархов Пиктии. Возможно, такие представления о далёкой истории Шотландии стали распространяться среди высших слоёв её знати после произошедшего в X веке полного вытеснения пиктского языка гэльским языком.

## Издания
- на гэльском языке: Duan Albanach (ирл.). CELT. Дата обращения: 30 августа 2021. Архивировано 22 мая 2021 года.
- на английском языке: Duan Albanach (англ.). CELT. Дата обращения: 30 августа 2021. Архивировано 22 мая 2021 года.